# KISAN
KISAN (Kus Indian Sut Asla Nicaragua ra; «Единство индейцев никарагуанского побережья») — повстанческая организация никарагуанских индейцев, в основном мискито, созданная для вооружённой борьбы с сандинистским правительством. Являлся частью движения Контрас, активно сотрудничал с Никарагуанскими демократическими силами. Отстаивал автохтонные и региональные интересы индейского населения Атлантического побережья Никарагуа. В 1987 присоединился к движению YATAMA.

## Предыстория
Партия СФНО, пришедшая к власти в результате Сандинистской революции 1979, проводила политику социокультурной унификации, основанную на идеологических установках марксизма. В районах традиционного проживания индейских племён мискито создавалась сандинистская администрация, регламентировались государством традиционные промыслы, преследовалась моравская и католическая религия, планировалось масштабное переселение с Атлантического на Тихоокеанское побережье. Даже симпатизирующие сандинистам авторы признавали эту политику как минимум «ошибочной».
Вооружённое сопротивление мискито сандинистскому режиму началось с 1981—1982 (характерно, что важным толчком послужило введение правительством государственных правил заготовки мяса черепахи). Возглавили движение племенные авторитеты мискито. Наиболее радикальную антисандинистскую позицию занимала организация MISURA Стэдмана Фагота, ориентированная на Никарагуанские демократические силы (FDN) Калеро—Бермудеса—Санчеса. Однако большим влиянием обладала MISURASATA Бруклина Риверы, выступавшая за максимальную автономию индейского повстанчества и связанная с Революционно-демократическим альянсом (ARDE) Пасторы.
Общая численность антисандинистских партизан-мискито не превышала 2,5 тысяч человек. Однако они создавали серьёзную проблему для сандинистских властей. Значительные силы правительственной армии приходилось бросать против формирований мискито, что улучшало положения других Контрас.

## Индейские контрас
KISAN был основан на организационной базе MISURA по итогам конференции представителей мискито в сентябре 1985 года. Лидером организации стал Стэдман Фагот. Месяц спустя KISAN присоединился к Объединённой никарагуанской оппозиции, во главе которой стояли Адольфо Калеро, Альфонсо Робело и Артуро Крус. Под руководством Фагота повстанцы-мискито стали частью антикоммунистического движения.
Вооружёнными формированиями KISAN командовал Осорно Колеман. Отряды, базировавшиеся в Гондурасе, активизировали боевые рейды в Никарагуа. Политическое сотрудничество и военно-оперативное взаимодействие Фагота с лидерами FDN позволяло рассчитывать на получение американской финансовой и военной помощи.
Однако индейское антисандинистское движение оставалось расколотым. Ривера по-прежнему возглавлял MISURASATA и конкурировал с Фаготом за лидерство. В самом KISAN многие активисты возражали против сближения с FDN, видя в контрас таких же враждебных индейской культуре «испанцев», как и сандинисты. Сильное недовольство и резкие протесты вызывал стиль руководства Фагота — жёсткие методы вербовки, криминальные проявления, конфликты с гондурасскими властями. Напряжённость между лидером и его оппонентами доходила до взаимных угроз убийством. При этом Фаготу не удавалось добиться серьёзных военных успехов.
В начале 1986 группа командиров KISAN отстранила Стэдмана Фагота. Ему пришлось более чем на год отбыть из Гондураса в США. После возвращения Фагот и его сторонники уже не смогли восстановить прежнее влияние, поскольку воспринимались большинством активистов мискито как креатура FDN и ЦРУ.

## Объединение организаций мискито
Преемником Стэдмана Фагота во главе KISAN стал Уиклиф Диего. В отличие от Фагота, Диего ориентировался не столько на общую борьбу контрас, сколько на автохтонные и региональные интересы мискито. В этом его позиция была близка Бруклину Ривере.
В начале 1987 KISAN объединился с MISURASATA в единое движение YATAMA во главе с Бруклином Риверой. В феврале 1988 было подписано мирное соглашение между YATAMA и сандинистским правительством. После выборов 1990 и смены власти в Никарагуа YATAMA стала легальной политической партией.